# Hattoriolejeunea akiyamae
Hattoriolejeunea akiyamae är en bladmossart som beskrevs av Mizut.. Hattoriolejeunea akiyamae ingår i släktet Hattoriolejeunea och familjen Lejeuneaceae. Inga underarter finns listade i Catalogue of Life.